# Charles-Elie Laprevotte
Charles-Elie Laprevotte (* 4. Oktober 1992 in Nancy) ist ein französischer Fußballspieler.

## Karriere
Laprevotte kam 2010 von SAS Épinal in die Reservemannschaft von Racing Straßburg, für die er 2010/11 19 Einsätze im Championnat de France Amateur 2 absolvierte. 2011 wechselte der Mittelfeldakteur zur Zweitmannschaft des deutschen Klubs SC Freiburg und kam in den folgenden beiden Jahren in der Regionalliga zum Einsatz. Vom Trainer des Profiteams, Christian Streich, wurde Laprevotte am 4. Spieltag der Bundesligasaison 2013/14 für das Heimspiel gegen den FC Bayern München überraschend in der Startelf des Bundesligateams aufgeboten. Zur Saison 2015/16 wechselte er auf Leihbasis zu Preußen Münster.
In der Winterpause 2016/17 wechselte er zum Drittligisten 1. FC Magdeburg. In der Saison 2017/18 kam er aufgrund einer Verletzung nur zu 6 Einsätzen, konnte aber den Aufstieg in die 2. Bundesliga feiern. Sein Vertrag wurde nach dem Ende der Saison 2020/21 nicht verlängert.
Nach monatelanger Vereinslosigkeit schloss sich Laprevotte am 21. Dezember 2020 dem Regionalligisten Kickers Offenbach an. Zur Spielzeit 2021/22 wechselte er zum Ligakonkurrenten SV Elversberg.
Im August 2022 wechselte er zurück nach Frankreich und schloss sich dem Aviron Bayonnais FC in der 5. französischen Liga an.